# Ottone Rosai
Ottone Rosai (Florence, 28 avril 1895 - Ivrée, 13 mai 1957) est un peintre italien expressionniste.

## Biographie
Après des études à l'Académie des Beaux-Arts de Florence, Ottone Rosai subit l'influence de Corot, Courbet, Daumier et Cézanne. 
En 1913, par l'entremise de Ardengo Soffici, il approche le futurisme, et après la  Première Guerre mondiale il adhère à  l'expressionnisme.
Son style se développe dans une direction primitiviste et archaïsante, inspiré de Masaccio...
En 1944, il reproche aux partisans réfugiés chez lui l'assassinat de Giovanni Gentile : « Belle entreprise que de tuer un vieux ».

## Œuvres
- Villaggio, 1914,
- Départ de Brisca, 1920,
- Via Toscanella, 1922,
- Conversazione, 1922,
- Il muro del Carmine , 1924, huile sur toile, 38 cm × 54, Mart, Collezione Giovanardi, Rovereto
- Giocatori di toppa, 1928,
- Figure al caffè, 1941,
- Giocatori di carte, 1943,
- Paesaggio, 1944,
- Muro rosso, 1945,
- Au café, 1946,
- Piazza del Carmine,
- Paesaggio, 1950,
- Ulivi, 1950,
- Carabinieri, années  1950,
- Musicante, 1951
- Cupolone con campanile, 1957,
- Adunata,
- Scorcio di via Cittadella,
- Belvedere,